# Compsophis infralineatus
Espèce
Synonymes
- Tachymenis infralineatus Günther, 1882
- Geodipsas infralineatus (Günther, 1882)

Compsophis infralineatus est une espèce de serpents de la famille des Lamprophiidae. 

## Répartition
Cette espèce est endémique de Madagascar.

## Publication originale
- Günther, 1882 : Ninth contribution to the knowledge of the fauna of Madagascar. Annals and magazine of natural history, ser. 5, vol. 9, p. 262-266 (texte intégral).